# Halbenrain
Halbenrain ist eine Marktgemeinde mit 1.694 Einwohnern (Stand 1. Jänner 2024) im Südosten des österreichischen Bundeslandes Steiermark im Gerichtsbezirk Feldbach bzw. im politischen Bezirk Südoststeiermark.

## Geografie

### Geografische Lage
Die Marktgemeinde liegt auf einer Höhe von 220 m an der Mur, welche die Staatsgrenze zu Slowenien bildet. Halbenrain bedeckt eine Fläche von 38,71 km² im sogenannten Steirischen Vulkanland, rund fünf Kilometer westlich von Bad Radkersburg.

### Gemeindegliederung
Das Gemeindegebiet umfasst zehn Katastralgemeinden (davon zwei unbewohnte, die ursprünglich zur Gemeinde Abstall gehörten, die heute in Slowenien liegt) und gliedert sich in acht gleichnamige Ortschaften (in Klammern: Fläche Stand 31. Dezember 2023 bzw. Einwohnerzahl Stand 1. Jänner 2024):
- Dietzen (346,42 ha; 179 Ew.) samt Dietzendörfl
- Donnersdorf (642,63 ha; 118 Ew.) samt Oberau und Unterau
- Dornau (124,54 ha; 51 Ew.)
- Drauchen (166,17 ha; 60 Ew.)
- Halbenrain (979,44 ha; 599 Ew.) samt Dorntal und Lahndörfl
- Hürth (639 ha; 113 Ew.) samt Kreuzberg
- Leitersdorf II (76,02 ha)
- Oberpurkla (460,91 ha; 292 Ew.) samt Großkarter und Kröpflschneider
- Sögersdorf (59,33 ha)
- Unterpurkla (376,27 ha; 282 Ew.) samt Bachbrucken und Steinfeld

### Eingemeindungen
Mit 1. Jänner 1965 wurden die Gemeinden Dietzen, Donnersdorf, Dornau, Drauchen, Hürth (Teil) und Oberpurkla mit Halbenrain zusammengelegt.
Die Gemeinde Unterpurkla wurde mit 1. Jänner 1969 eingemeindet.

### Nachbargemeinden
| Straden        | Tieschen                                    | Klöch           |
| Deutsch Goritz | Kompassrose, die auf Nachbargemeinden zeigt | Bad Radkersburg |
| Mureck         | Apače (Slowenien)                           |                 |

## Geschichte

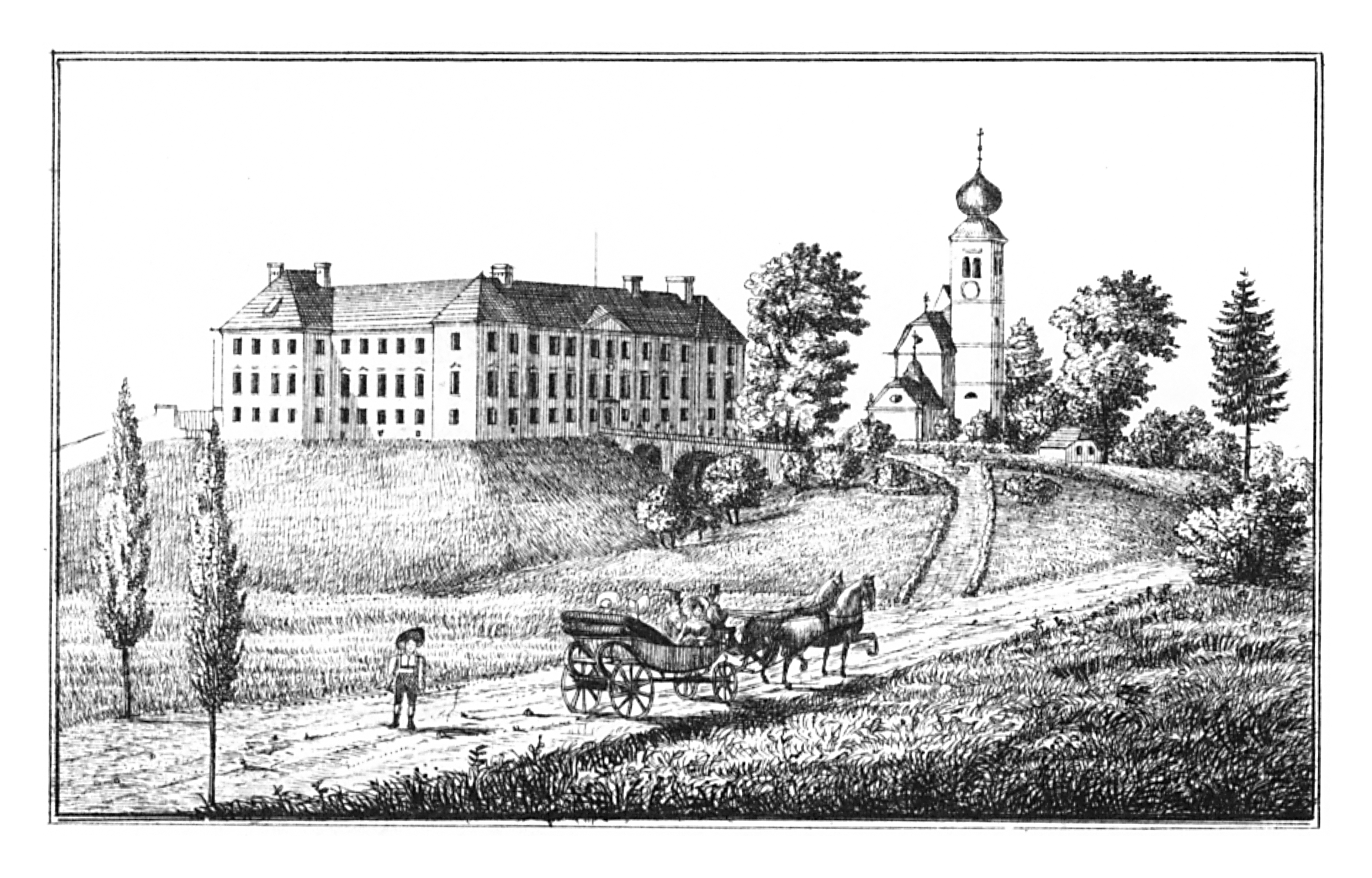
Schloss Halbenrain, 1830

Halbenrain wurde erstmals 1244 urkundlich erwähnt. Ab 1724 war das Schloss Halbenrain im Besitz der Grafen Stürgkh. Karl Graf Stürgkh (1859–1916), Grundherr von Halbenrain, war 1911 bis 1916 k.k. Ministerpräsident.
Mit 1. Jänner 1985 wurde der Gemeinde die Bezeichnung „Marktgemeinde“ verliehen.

### Einwohnerentwicklung
| Halbenrain: Einwohnerzahlen von 1869 bis 2024             | Halbenrain: Einwohnerzahlen von 1869 bis 2024 | Halbenrain: Einwohnerzahlen von 1869 bis 2024 | Halbenrain: Einwohnerzahlen von 1869 bis 2024 | Halbenrain: Einwohnerzahlen von 1869 bis 2024 |
| --------------------------------------------------------- | --------------------------------------------- | --------------------------------------------- | --------------------------------------------- | --------------------------------------------- |
| Jahr                                                      |                                               |                                               |                                               | Einwohner                                     |
| 1869                                                      | 1869                                          |                                               | 2.155                                         | 2.155                                         |
| 1880                                                      | 1880                                          |                                               | 2.221                                         | 2.221                                         |
| 1890                                                      | 1890                                          |                                               | 2.362                                         | 2.362                                         |
| 1900                                                      | 1900                                          |                                               | 2.408                                         | 2.408                                         |
| 1910                                                      | 1910                                          |                                               | 2.487                                         | 2.487                                         |
| 1923                                                      | 1923                                          |                                               | 2.430                                         | 2.430                                         |
| 1934                                                      | 1934                                          |                                               | 2.285                                         | 2.285                                         |
| 1939                                                      | 1939                                          |                                               | 2.233                                         | 2.233                                         |
| 1951                                                      | 1951                                          |                                               | 2.257                                         | 2.257                                         |
| 1961                                                      | 1961                                          |                                               | 2.039                                         | 2.039                                         |
| 1971                                                      | 1971                                          |                                               | 2.030                                         | 2.030                                         |
| 1981                                                      | 1981                                          |                                               | 1.975                                         | 1.975                                         |
| 1991                                                      | 1991                                          |                                               | 1.946                                         | 1.946                                         |
| 2001                                                      | 2001                                          |                                               | 1.881                                         | 1.881                                         |
| 2011                                                      | 2011                                          |                                               | 1.788                                         | 1.788                                         |
| 2021                                                      | 2021                                          |                                               | 1.731                                         | 1.731                                         |
| 2024                                                      | 2024                                          |                                               | 1.694                                         | 1.694                                         |
| Quelle(n): Statistik Austria, Gebietsstand 1. Jänner 2021 |                                               |                                               |                                               |                                               |

## Kultur und Sehenswürdigkeiten

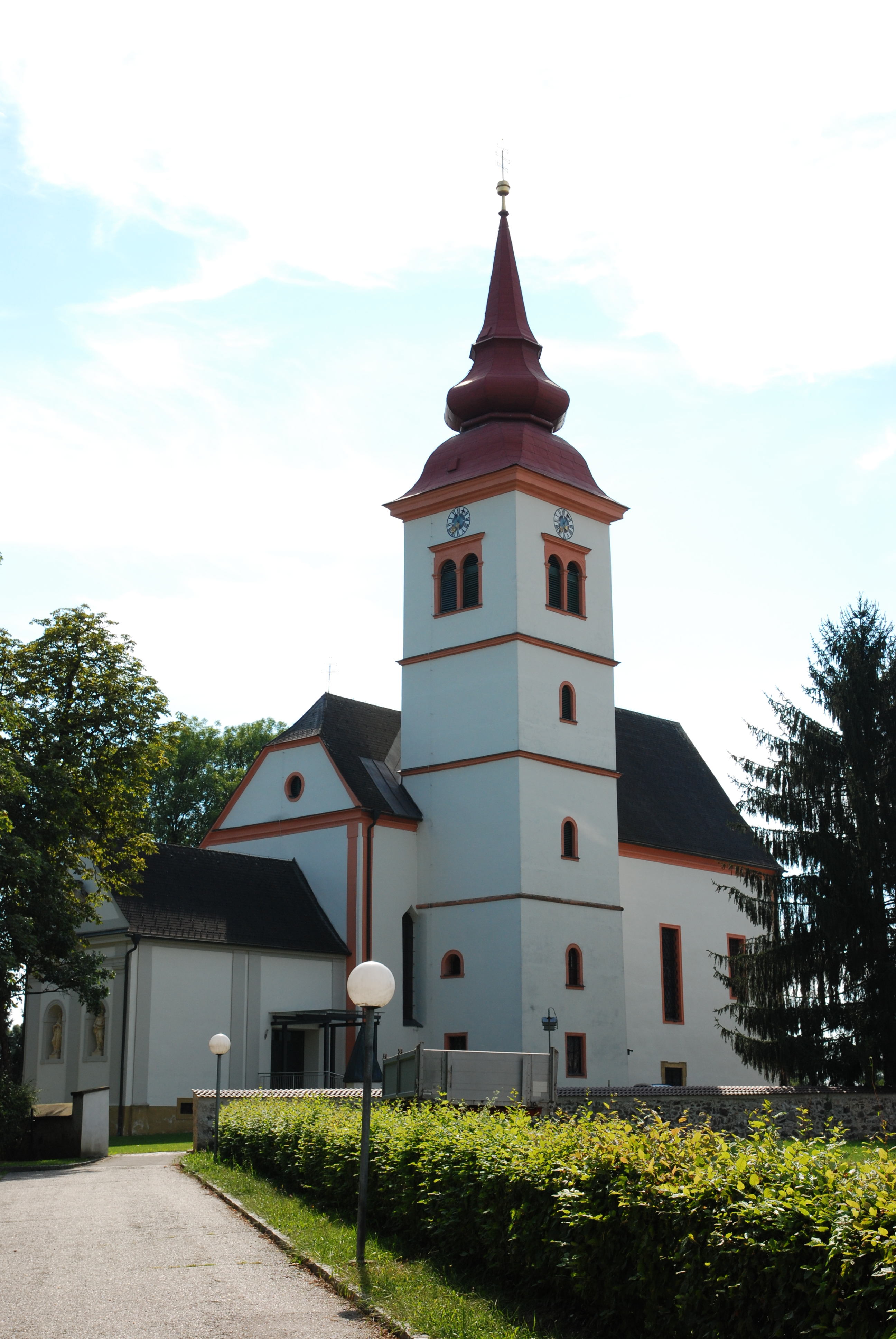
Pfarrkirche Halbenrain

- Katholische Pfarrkirche Halbenrain hl. Nikolaus
- Schloss Halbenrain: Im Kornspeicher vom Schloss Halbenrain befindet sich die Internationale Sommerakademie für bildende Kunst und Hoke-Schule Hortus Niger. Unterrichtet werden Malerei, Grafik und plastisches Gestalten in Holz, Stein und Ton. Vortragende sind u. a. Giselbert Hoke, Gerald Brettschuh, ONA B.
- Marktbrunnen: Gedenkstätte für den in Halbenrain tätigen Arzt und Mäzen, OMedR Dr. Ferdinand Kern (1888–1974)[4]
- Barthold-Stürgkh-Denkmal: Von Bildhauer Thomas Resetarits gemeißeltes Denkmal zur Erinnerung und Würdigung der Verdienste von Barthold Stürgkh.[4]

## Freizeit und Sicherheit

### Vereine
Das Vereinsleben in Halbenrain ist gut ausgeprägt:
- Eisschützenverein Halbenrain
- Eisschützenverein Unterpurkla
- Fischereiverein Unterpurkla
- Grenzlandmusik Halbenrain
- Landjugend Ortsgruppe Halbenrain
- ÖKB Ortsverband Halbenrain
- Singkreis Halbenrain
- Slotcar Club Halbenrain
- SVU Immo Company-RB Halbenrain
- Tennisclub Halbenrain

### Sport
- 2002 stellte der steirische Extremradsportler Wolfgang Fasching einen 24-Stunden-Weltrekord im Einzelzeitfahren mit 856 km in Halbenrain auf. Aus dieser Tradition heraus ist Halbenrain auch jährliche Zwischenstation beim Race Around Austria, einem Extremradrennen entlang der grenznahen Straßen rund um Österreich.
- Im SVU Immo Company-RB Halbenrain, kurz SVH, wird Fußball gespielt.
- Seit 2014 ist der Tennisplatz in Halbenrain wieder in Betrieb.
- In Halbenrain und in Unterpurkla gibt es Eisschützenvereine.
- Im Rothof ist ein Fitnessstudio untergebracht.

### Feuerwehren
Für den Brandschutz und Technische Hilfeleistungen im Gebiet der Marktgemeinde Halbenrain sind folgende fünf Freiwilligen Feuerwehren zuständig:
- FF Dietzen
- FF Halbenrain
- FF Hürth
- FF Oberpurkla
- FF Unterpurkla

## Wirtschaft und Infrastruktur

### Verkehr
- Bahn: Die Gemeinde Halbenrain besitzt zwei Bahnhöfe an der Radkersburger Bahn, diese sind in Unterpurkla und in Halbenrain. Alle ein bis zwei Stunden verkehren Züge der S-Bahn Steiermark Richtung Graz oder Bad Radkersburg.
- Bus: Die RegioBus-Linien 409, 416, 560 und 561 halten in Halbenrain.
- Straße: Halbenrain liegt an der Südsteirischen Grenzstraße B 69. Die Gleichenberger Straße B 66 endet in der Marktgemeinde.

## Politik

### Gemeinderat
Der Gemeinderat hat insgesamt 15 Mitglieder. Nach den Gemeinderatswahlen in der Steiermark 2025 hat der Gemeinderat folgende Verteilung:
- 12 ÖVP
- 2 FPÖ
- 1 GRÜNE.

Bürgermeister ist Raphael Scheucher (ÖVP), Vizebürgermeister ist Thomas Stacher (ÖVP) und Gemeindekassier ist Georg Grafoner (ÖVP).
Die letzten Gemeinderatswahlen brachten folgende Ergebnisse:
| Partei                 | 2025             | 2025             | 2025             | 2020             | 2020             | 2020             | 2015             | 2015             | 2015             | 2010             | 2010             | 2010             | 2005             | 2005             | 2005             | 2000             | 2000             | 2000             |
| Partei                 | St.              | %                | M.               | St.              | %                | M.               | St.              | %                | M.               | St.              | %                | M.               | St.              | %                | M.               | St.              | %                | M.               |
| ---------------------- | ---------------- | ---------------- | ---------------- | ---------------- | ---------------- | ---------------- | ---------------- | ---------------- | ---------------- | ---------------- | ---------------- | ---------------- | ---------------- | ---------------- | ---------------- | ---------------- | ---------------- | ---------------- |
| ÖVP                    | 811              | 73,73            | 12               | 605              | 61,05            | 10               | 800              | 76               | 12               | 953              | 77               | 12               | 871              | 71               | 11               | 911              | 76               | 12               |
| FPÖ                    | 157              | 14,27            | 2                | 143              | 14,43            | 2                | nicht kandidiert | nicht kandidiert | nicht kandidiert | nicht kandidiert | nicht kandidiert | nicht kandidiert | nicht kandidiert | nicht kandidiert | nicht kandidiert | 115              | 10               | 01               |
| GRÜNE                  | 76               | 6,91             | 1                | 157              | 15,84            | 2                | nicht kandidiert | nicht kandidiert | nicht kandidiert | nicht kandidiert | nicht kandidiert | nicht kandidiert | nicht kandidiert | nicht kandidiert | nicht kandidiert | nicht kandidiert | nicht kandidiert | nicht kandidiert |
| SPÖ                    | 56               | 5,09             | 0                | 86               | 8,68             | 1                | 249              | 24               | 03               | 279              | 23               | 03               | 213              | 17               | 02               | 170              | 14               | 02               |
| Bürgerliste Halbenrain | nicht kandidiert | nicht kandidiert | nicht kandidiert | nicht kandidiert | nicht kandidiert | nicht kandidiert | nicht kandidiert | nicht kandidiert | nicht kandidiert | nicht kandidiert | nicht kandidiert | nicht kandidiert | 148              | 12               | 2                | nicht kandidiert | nicht kandidiert | nicht kandidiert |
| Wahlberechtigte        | 1.501            | 1.501            | 1.501            | 1.529            | 1.529            | 1.529            | 1.521            | 1.521            | 1.521            | 1.540            | 1.540            | 1.540            | 1.533            | 1.533            | 1.533            | 1.494            | 1.494            | 1.494            |
| Wahlbeteiligung        | 74,22 %          | 74,22 %          | 74,22 %          | 67 %             | 67 %             | 67 %             | 75 %             | 75 %             | 75 %             | 84 %             | 84 %             | 84 %             | 83 %             | 83 %             | 83 %             | 83 %             | 83 %             | 83 %             |

### Bürgermeister
- 1965–1965 Karl Rupp (Regierungskommissär)[4]
- 1965–1969 Johann Edelsbrunner (ÖVP)[4]
- 1969–1969 Johann Edelsbrunner (Regierungskommissär)[4]
- 1969–1988 Johann Edelsbrunner (ÖVP)[4]
- 1988–2005 Alois Domittner (ÖVP)[12]
- 2005–2024 Dietmar Tschiggerl (ÖVP)[13]
- seit 2024 Raphael Scheucher (ÖVP)[14]

### Wappen
Die Verleihung des Gemeindewappens erfolgte mit Wirkung vom 1. August 1981. Die Blasonierung des Wappens lautet:
„In Schwarz ein springender silberner Hirsch über einem aus dem Schildfuß wachsenden rautenförmig geflochtenen silbernen Dornenzaun.“

## Persönlichkeiten

### Ehrenbürger der Gemeinde
- 1935: Otto von Habsburg (1912–2011), Kronprinz von Österreich-Ungarn 1916–1918[4]
- 1935: Barthold Stürgkh (1898–1965), Bürgermeister von Halbenrain 1921–1931[4]
- 1964: Ferdinand Kern (1888–1974), Arzt[4]
- 1968: Josef Krainer (1903–1971), Landeshauptmann der Steiermark 1948–1971[16]
- 1977: Franz Wegart (1918–2009), Landeshauptmann-Stellvertreter[4]
- 1982: Josef Krainer (1930–2016), Landeshauptmann der Steiermark 1980–1996[4]
- 2004: Waltraud Klasnic (* 1945), Landeshauptmann der Steiermark 1996–2005
- 2006: Alois Domittner (* 1940), Bürgermeister von Halbenrain 1988–2005

### Söhne und Töchter der Gemeinde
- Leopold Potzinger (1870–1933), Geistlicher und Politiker (CSP)
- Barthold Stürgkh (1898–1965), Landwirt und Politiker (CS, VF, ÖVP)
- Kurt Schattelbauer (1940–2022), Radrennfahrer

### Mit der Gemeinde verbunden
- Karl Lieschnegg (1871–1950), Politiker und Mitglied der Konstituierenden Nationalversammlung, lebte in Donnersdorf
- Wilhelm Fuchs (1923–2020), Landwirt und Politiker (ÖVP); lebte in Drauchen ab den 1940er Jahren